# Étienne Nicolas Méhul
Étienne Nicolas Méhul (Givet, 22 juni 1763 – Parijs, 18 oktober 1817) was een Frans componist, muziekpedagoog en organist.

## Levensloop
De vader van Méhul was restaurateur en stond in dienst van de graaf van Montmorency. Het gezin was arm en Méhul deed als kind al hulpdiensten op het orgel in de kerk van de franciscanen in Givet. Van 1775 tot 1778 kreeg hij orgel- en muziektheorielessen van de uit Duitsland afkomstige organist Wilhelm Hauser, die in het benedictijnenklooster Laval Dieu zijn dienst verleende. Méhul zelf werd in 1778 hulporganist aan deze kloosterkerk.
Hetzelfde jaar ging hij naar Parijs, waar hij bij Jean Frédéric Edelmann compositieles kreeg. Spoedig leerde hij ook het werk van Christoph Willibald Ritter von Gluck kennen. Zijn eerste compositie waren 3 sonates voor piano. Zijn eerste opera, Euphrosine ou le tyran corrigé, kende een groot succes. Met andere opera's als Stratonice of Méidore et Phrosine bevestigde hij zijn reputatie.
Met François-Joseph Gossec werd hij als de componist van de Franse Revolutie beschouwd. Zijn compositie Chant du Départ kreeg bijna de status van het Franse volkslied. In 1794 ontstond de revolutieopera Horatius Coclès. In 1796 werd hij inspecteur van het Conservatoire de musique en lid van de Académie des Beaux-Arts. In 1807 kreeg hij de tweede Prix de Rome voor zijn cantate Ariane à Naxos.
Méhul werd vooral door zijn meer dan veertig opera's bekend. Verder componeerde hij zes grote sonates voor piano, drie balletten, vijf symfonieën, toneelmuziek en missen.

## Composities

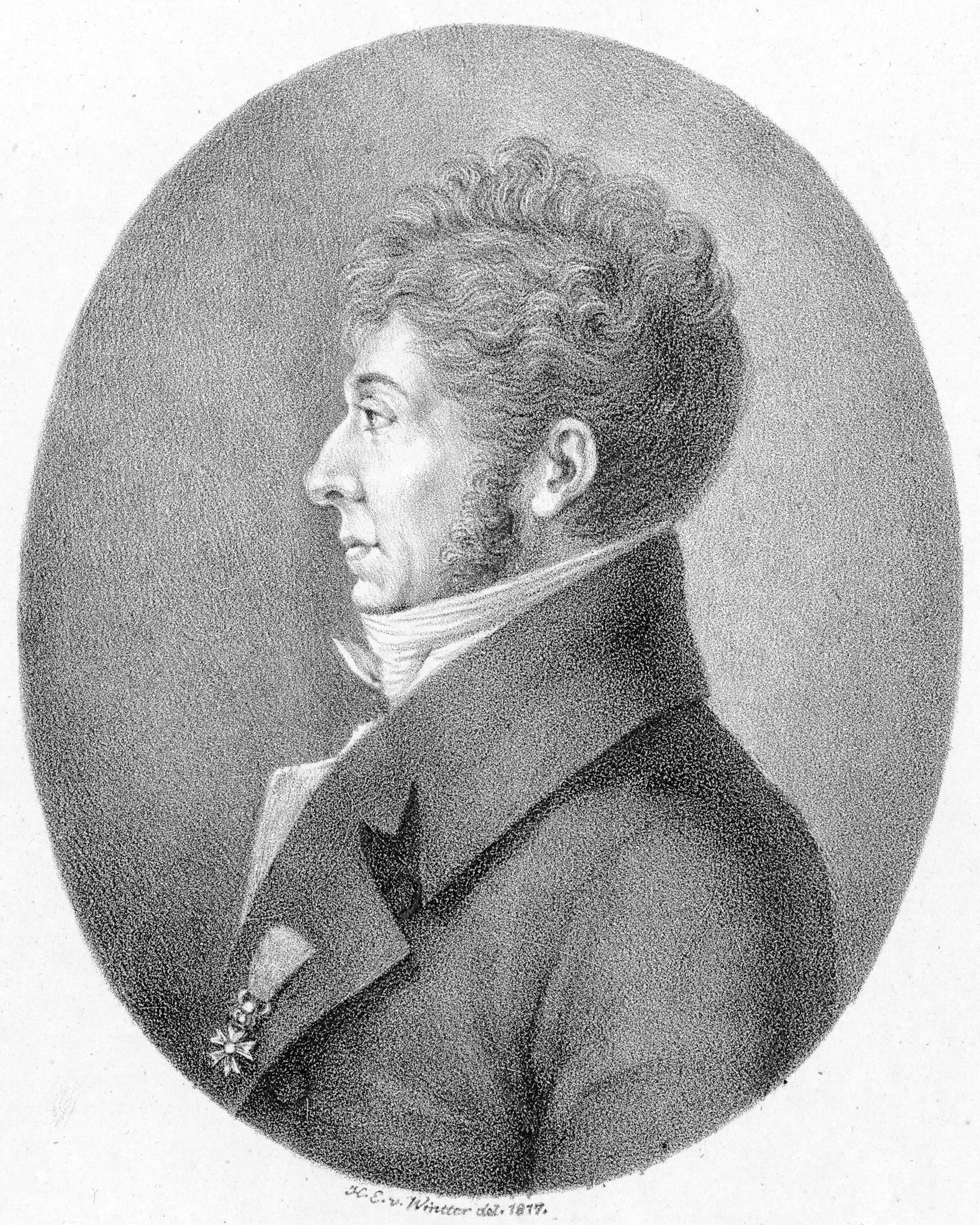
Étienne Nicolas Méhul
geportretteerd door H.E. von Winter

### Werken voor orkest
- 1794 Ouverture burlesque
- 1797 Ouverture de "La Chasse du Jeune Henri"
- 1808 1e Symfonie in g mineur
  1. Allegro
  2. Andante
  3. Menuetto: Allegro moderato
  4. Finale: Allegro agitato
- 1809 2e Symfonie in D majeur
  1. Adagio - Allegro
  2. Andante
  3. Menuetto, Allegro
  4. Finale: Allegro vivace
- 1809 3e Symfonie in C majeur
  1. Allegro. Ferme et Modéré
  2. Andante
  3. Finale. Allegro
- 1810 4e Symfonie in E majeur
  1. Adagio – Allegro
  2. Andante
  3. Menuetto. Allegro,
  4. Finale. Allegro
- 1810 5e Symfonie in A majeur
- Ouverture de Timoléon

### Werken voor harmonieorkest en koor
- 1794 Ouverture pour instruments à vent
- 1794 Le Chant du départ: La victoire en chantant, hymne voor sopraan, tenor, gemengd koor en harmonieorkest - Tekst: Marie-Joseph Chénier
- 1794 Le Chant des Victoires
- 1795 Chant Funèbre à la Mémoire de Féraud, voor bariton en harmonieorkest - Tekst: Baour-Lormian
- 1808 Le chant du retour pour la Grande Armée in C majeur - Tekst: Marie-Joseph Chénier
- 1811 Le Chant lyrique pour l'inauguration de la statue de Napoléon
- Chant national du 14 Juillet 1800 - première in: Hôtel des Invalides in Parijs (Opdracht van Napoleon Bonaparte ter herinnering aan de Slag bij Marengo)
- Feestmars naar motieven uit de opera "Joseph et ses frères", bewerkt door Emil Dörle
- Hymne pour la Fête des Epoux - Tekst: Ducis
- Hymne du IX thermidor - Tekst: Marie-Joseph Chénier
- Hymne pour la vingt-deux - Tekst: Marie-Joseph Chénier
- Les deux avangles de Toléde, bewerkt door Gosling Mol
- Ouverture tot de opera "Joseph en Egypte" bewerkt door Gosling Mol
- Ouverture "Die 4 Menschenalter" in F majeur, bewerkt door Emil Ruh

### Missen, cantates en gewijde muziek
- 1804 Messe Solennelle, voor solisten, gemengd koor en orgel
- 1807 Ariane à Naxos, cantate
- Du starker Gott in C majeur (Gebeth zu Gott), voor twee koren
- Magnificat in C majeur
- Mis in As majeur, voor sopraan, alt, tenor, bas, gemengd koor, orkest en orgel (Mis voor kroning van Napoleon tot keizer van Frankrijk)
- Omnes gentes plaudite manibus in G majeur
- Quemadmodum desiderat cervus in c mineur, Offertorium
- Regina caeli in F majeur, voor sopraan, alt, tenor, bas, gemengd koor en orkest

### Muziektheater

#### Opera's
| Voltooid in                     | titel | aktes                                                                  | première | libretto |
| ------------------------------- | --- | ---------------------------------------------------------------------- | --- | --- |
| 1790                            | Euphrosyne ou Le Tyran corrigé | 5 aktes; rev.: 4 aktes; 2e rev.: 3 aktes; 3e rev.: ;met nieuwe 3e akte | 4 september 1790, Parijs, Comédie-Italienne; rev.: 11 september 1790, Parijs, Comédie-Italienne; 2e rev.: 31 oktober 1790, Parijs, Comédie-Italienne; 3e rev.: 13 augustus 1791, Parijs, Comédie-Italienne | François-Benoît Hoffmann, naar anonymus, «Conradin»                                                                                 |
| 1791                            | Cora | 4 aktes                                                                | 15 februari 1791, Parijs, Opéra Garnier | Valadier, naar Jean-François Marmontel «Les Incas»                                                                                  |
| 1790-1792                       | Stratonice | 1 akte                                                                 | 3 mei 1792, Parijs, Comédie-Italienne | François Benoît Hoffmann, naar Lukian?, «De Dea Syria», en Thomas Corneille, «Antiochus»                                            |
| 1793                            | Le Jeune sage et le vieux fou | 1 akte                                                                 | 28 maart 1793, Parijs, Opéra Comique; rev.: 18 december 1801, Parijs, Opéra Comique | François Benoît Hoffmann |
| 1794                            | Horatius Coclès | 1 akte                                                                 | 18 februari 1794, Parijs, Opéra Garnier | Antoine-Vincent Arnault |
| 1794                            | Le Congrès des rois; samen gecomponeerd met: Henri Montan Berton, Matthieu Frédéric Blasius, Luigi Cherubini, Nicolas-Marie Dalayrac, Prosper-Didier Deshayes, François Devienne, André Ernest Modeste Grétry, Louis Emmanuel Jadin, Rudolphe Kreutzer, Jean Pierre Solié en Armand-Emmanuel Trial) | 3 aktes                                                                | 26 februari 1794, Parijs, Opéra Comique | Desmaillot, pseudoniem voor Antoine-François Eve                                                                                    |
| 1794                            | Mélidore et Phrosine | 3 aktes                                                                | 6 mei 1794, Parijs, Opéra-Comique | Antoine-Vincent Arnault, naar Pierre Joseph Bernard, «Phrosine et Mélidore»                                                         |
| 1795                            | Doria ou La Tyrannie détruite | 3 aktes                                                                | 12 maart 1795, Parijs, Opéra Comique | Gabriel-Marie Legouvé en Charles-Joseph Lœuillard Davrigny                                                                          |
| 1795                            | La Caverne | 3 aktes                                                                | 5 december 1795, Parijs, Opéra Comique | Nicolas-Julien Forgeot, naar Alain-René Lesage, «Histoire de Gil Blas de Santillane»                                                |
| 1797                            | Le Jeune Henri; (oorspronkelijk: La Jeunesse de Henri IV in 1791 gecomponeerd, maar niet uitgevoerd) | 2 aktes                                                                | 1 mei 1797, Parijs, Opéra Comique | Jean-Nicolas Bouilly |
| 1797                            | Le Pont de Lodi; (oorspronkelijk: La Prise du pont de Lodi) | 1 akte                                                                 | 15 december 1797, Parijs, Théâtre Feydeau | Étienne-Joseph-Bernard Delrieu |
| 1797-1798                       | La Taupe et les papillons | 1 akte                                                                 | niet uitgevoerd | Auguste-Etienne Poisson de la Chabeaussière                                                                                         |
| 1799                            | Adrien; (oorspronkelijke versie: Adrien, empereur de Rome, gecomponeerd: 1790-1791, niet uitgevoerd) | 3 aktes                                                                | 4 juni 1799, Parijs, Opéra Garnier; rev.: 26 december 1801 | François Benoît Hoffmann, naar Pietro Metastasio «Adriano in Siria»                                                                 |
| 1799                            | Ariodant | 3 aktes                                                                | 11 oktober 1799, Parijs, Opéra Comique; rev.: 30 oktober 1800 | François Benoît Hoffmann, naar Ludovico Ariosto, «Orlando furioso»                                                                  |
| 1800                            | Epicure in samenwerking met: Luigi Cherubini | 3 aktes                                                                | 14 maart 1800, Parijs, Opéra Comique; rev.: 20 maart 1800, Parijs, Opéra Comique | Charles-Albert Demoustier |
| 1800                            | Bion | 1 akte                                                                 | 27 december 1800, Parijs, Opéra-Comique; rev.: 21 december 1802, Parijs, Opéra-Comique | François Benoît Hoffmann, naar Etienne-François de Lantier, «Les Voyages d'Anténor»                                                 |
| 1801                            | Irato ou L'Emporté | 1 akte                                                                 | 17 februari 1801, Parijs, Opéra Comique | Benoît-Joseph Marsollier des Vivetières                                                                                             |
| 1802                            | Une Folie | 2 aktes                                                                | 5 april 1802, Parijs, Opéra Comique | Jean-Nicolas Bouilly |
| 1802                            | Le trésor supposé ou Le danger d'écouter aux portes | 1 akte                                                                 | 29 juli 1802, Parijs, Opéra Comique; rev.: 7 juli 1807 | François Benoît Hoffmann |
| 1802                            | Joanna | 2 aktes                                                                | 23 november 1802, Parijs, Opéra Comique | Benoît-Joseph Marsollier des Vivetières, naar zijn libretto «Emma ou Le Soupçon»                                                    |
| 1803                            | Héléna | 3 aktes                                                                | 1 maart 1803, Parijs, Opéra-Comique | Jean-Nicolas Bouilly |
| 1803                            | Le Baiser et la quittance ou Une aventure de garnison; in samenwerking met: François Adrien Boieldieu, Rudolphe Kreutzer en Nicolas Isouard | 3 aktes                                                                | 18 juni 1803, Parijs, Opéra Comique | Louis-Benoît Picard, Charles de Longchamps en Michel Dieulafoy, naar Antoine-Louis Polier de Bottens, «L'Heureuse Gageure»          |
| 1803                            | L'Heureux malgré lui | 1 akte                                                                 | 29 december 1803, Parijs, Opéra Comique | Claude Godard d'Aucourt de Saint-Just                                                                                               |
| 1806                            | Les deux Aveugles de Tolède | 1 akte                                                                 | 18 januari 1806, Parijs, Opéra Comique | Benoît-Joseph Marsollier des Vivetières, naar zijn verhalen uit Duizend-en-een-nacht en zijn libretto «Les Deux Aveugles de Bagdad» |
| 1806                            | Uthal; (oorspronkelijk: Malvina) | 1 akte                                                                 | 17 mei 1806, Parijs, Opéra Comique | Jacques Bins de Saint-Victor, naar James Macpherson, «Berrathon»                                                                    |
| 1806                            | Gabrielle d'Estrées ou Les Amours d'Henri IV | 3 aktes                                                                | 25 juni 1806, Parijs, Opéra-Comique | Louis Antoine Léon de Saint-Just |
| 1807                            | Jacob et ses fils en Egipte ou: Joseph en Egypte |                                                                        | 1807, Parijs | Alexandre-Vincent Pineux-Duval |
| 1807-1808; rev. 1815; rev. 1822 | Valentine de Milan; voltooid door Louis-Joseph Daussoigne | 3 aktes                                                                | 28 november 1822, Parijs, Opéra Comique | Jean-Nicolas Bouilly |
| 1807                            | Joseph et ses frères | 3 aktes                                                                | 17 februari 1807, Parijs, Opéra Comique | Alexandre Duval |
| 1810                            | Les Troubadours, ou La Fête au château | 1 akte                                                                 | niet uitgevoerd | Alexandre Duval |
| 1812                            | Sésostris | 3 aktes                                                                | niet uitgevoerd | Antoine-Vincent Arnault en Jouy |
| 1813                            | Le Prince troubadour ou Le Grand Trompeur de dames | 1 akte                                                                 | 24 mei 1813, Parijs, Opéra Comique | Alexandre Duval |
| 1814                            | L'Oriflamme | 1 akte                                                                 | 1 februari 1814, Parijs, Opéra Garnier | Charles-Guillaume Etienne en Pierre François Marie Baour-Lormian                                                                    |
| 1816                            | La Journée aux aventures | 3 aktes                                                                | 16 november 1816, Parijs, Opéra Comique | Paul-Aimé Chapelle en Louis Mézières-Miot                                                                                           |

#### Balletten
| Voltooid in | titel                                  | aktes  | première | libretto | choreografie |
| ----------- | -------------------------------------- | ------ | -------- | -------- | ------------ |
| 1793        | Le Jugement de Pâris                   | 1 akte |          |          | P. G. Gardel |
| 1800        | La Dansomanie                          |        |          |          |              |
|             | Les Amazones ou la Fondation de Thèbes |        |          |          |              |

### Vocale muziek

#### Werken voor koor
- L'Infortunée Lyonnaise

#### Liederen
- Guillaume le conquérant - chanson de Roland, voor zangstem en piano - tekst: Alexandre-Vincent Pineux-Duval

### Werken voor piano
- 1783 3 Sonates pour le piano-forte, op. 1
  1. Sonate no 1 en ré majeur
  2. Sonate no 2 en ut mineur
  3. Sonate no 3 en la majeur
- 1788 3 Sonates pour le piano-forte, op. 2
  1. Sonate no 1 en ré majeur
  2. Sonate no 2 en la mineur
  3. Sonate no 3 en ut majeur

## Publicaties
- René Brancour: Méhul J. Lanore - H. Laurens, 1960.
- Adélaïde de Place: Étienne-Nicolas Méhul, Éditions Bleu Nuit, Parijs, 2005.
- Théo Fleichman: Napoléon et la musique, Éditions Brepols, Brussel, 1965.
- Arthur Pougin: Méhul, sa vie, son génie, son caractère, Fischbacher, Parijs, 1889.

- Bibsys: 2043438
- Biblioteca Nacional de España: XX1487361
- Bibliothèque nationale de France: cb12544133b (data)
- CiNii: DA06730913
- Gemeinsame Normdatei: 118782843
- International Standard Name Identifier: 0000 0001 1027 955X
- Library of Congress Control Number: n80015515
- Nationale Bibliotheek van Letland: 000145766
- MusicBrainz: 43cfe3a1-5de4-4538-98ee-3203843d9803
- Bibliotheek van het Japanse parlement: 01055963
- Nationale Bibliotheek van Tsjechië: ola2002146849
- Nationale bibliotheek van Australië: 35052490
- Nationale Bibliotheek van Israël: 987007265744805171
- Nationale en Universitaire bibliotheek Zagreb: 000425925
- Nederlandse Thesaurus van Auteursnamen: 070548005
- Istituto Centrale per il Catalogo Unico: LO1V144006
- LIBRIS: 291522
- SNAC: w6nk3dhd
- Système universitaire de documentation: 05982235X
- Trove: 812668
- Virtual International Authority File: 61660163
- WorldCat: E39PBJk94fhCgPGbrMw6WXRFrq